# Tatuaggio genitale

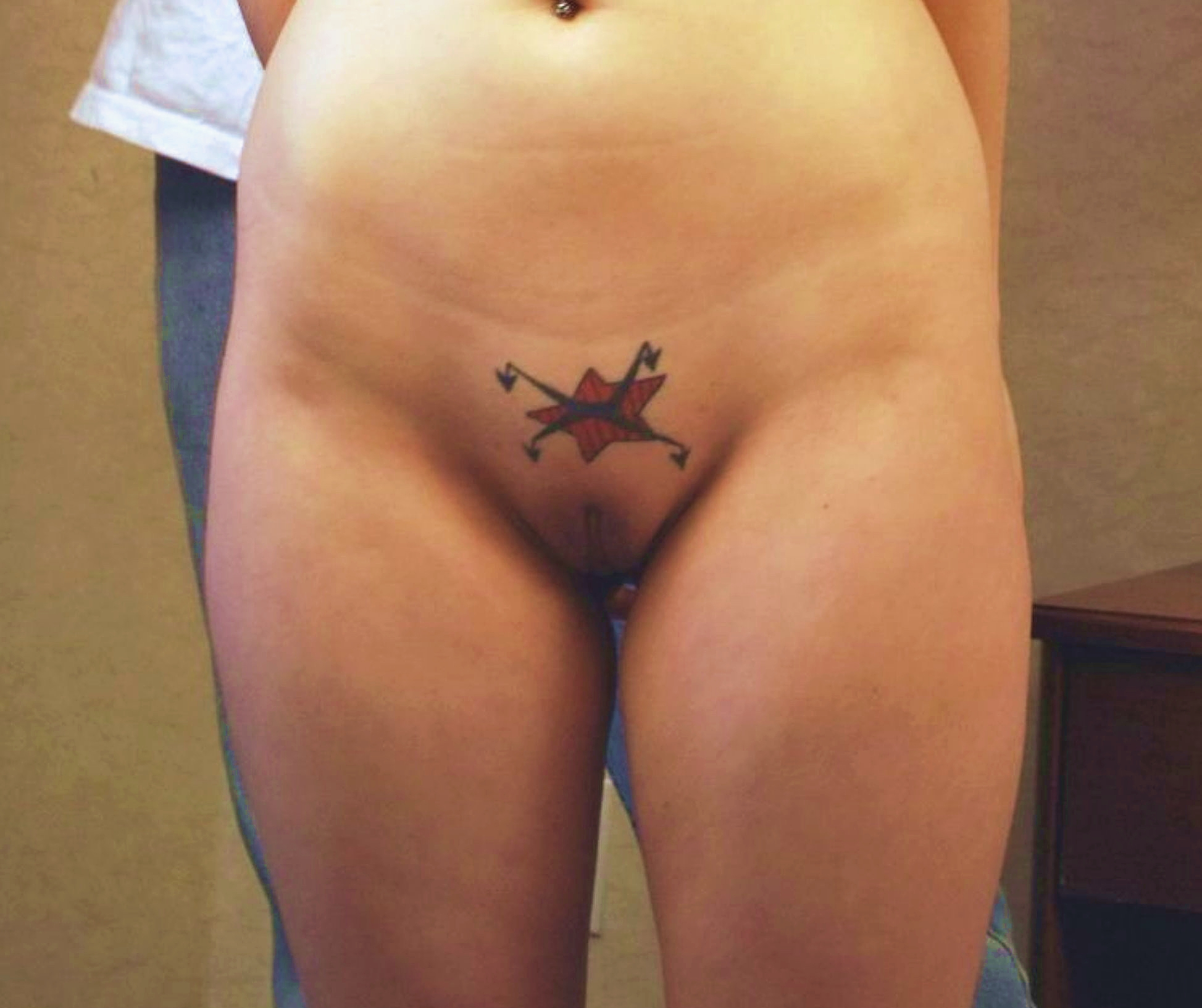
Tatuaggio sul monte di Venere

Il tatuaggio genitale è la pratica di creare disegni permanenti sulla pelle dei genitali sotto forma di tatuaggi.

## Descrizione
Sebbene i tatuaggi in generale abbiano goduto di un'impennata di popolarità, in particolare in Occidente e tra i giovani, i tatuaggi genitali sono ancora relativamente rari. Ci sono molte probabili ragioni per questo: l'area genitale è sensibile, non è spesso pubblicamente visibile e talvolta coperta di peli. Inoltre, alcuni tatuatori si rifiutano di posizionare i tatuaggi in queste (e altre) aree per una serie di motivi.
Il tatuaggio genitale potrebbe essere stato un intervento chirurgico decorativo praticato già durante il Paleolitico e le prove archeologiche sono sopravvissute fino ai nostri giorni. Prove riguardanti le rappresentazioni decorative sui genitali sono state trovate nell'arte fatta in Europa circa 38.000 a 11.000 anni fa. Tuttavia, il significato primitivo degli ornamenti sui genitali non è ancora chiaramente definito.

## Motivi
Ci sono molte ragioni per cui una persona potrebbe scegliere di farsi tatuare i genitali. Studi significativi sulla modificazione corporea sono stati condotti dal Dr. Viren Swami, un professore di psicologia della Anglia Ruskin University.  Secondo le sue teorie, uno dei principali motivi può essere il senso di unicità. In effetti, negli Stati Uniti e in Europa occidentale, quasi la metà della popolazione adulta ha almeno un tatuaggio fatto su parti cosiddette "tradizionali" del corpo. Pertanto l'unicità può consistere nell'avere un tatuaggio genitale.
Come qualsiasi altra forma di tatuaggio, la scelta può essere decorativa e/o migliorare l'aspetto dei genitali attraverso disegni intorno all'area genitale. Alcuni uomini incorporano il tatuaggio genitale nella creazione di disegni in modo tale che il pene diventi parte del motivo  (ad esempio, come un "naso" in una faccia tatuata o come "proboscide" di un elefante)..
Anche le donne creano disegni simili, incorporando i loro genitali in disegni tatuati come volti e animali. Questa pratica è stata a lungo una parte del tatuaggio e si possono vedere esempi che incorporano perfino i capezzoli nel disegno complessivo. Ci sono poi individui che scelgono di avere un tatuaggio genitale come parte del contesto BDSM, ad esempio per indicare la "proprietà" di un individuo sottomesso da parte di uno dominante.

## Parti anatomiche
Quasi l'intera regione genitale può essere tatuata oltre all'area pubica. Infatti, possono essere tatuati il glande, il prepuzio, lo scroto dell'apparato genitale maschile, le labbra esterne dell'apparato genitale femminile e l'ano.
Esempi di tatuaggi genitali possono essere visualizzati nella seguente galleria fotografica:

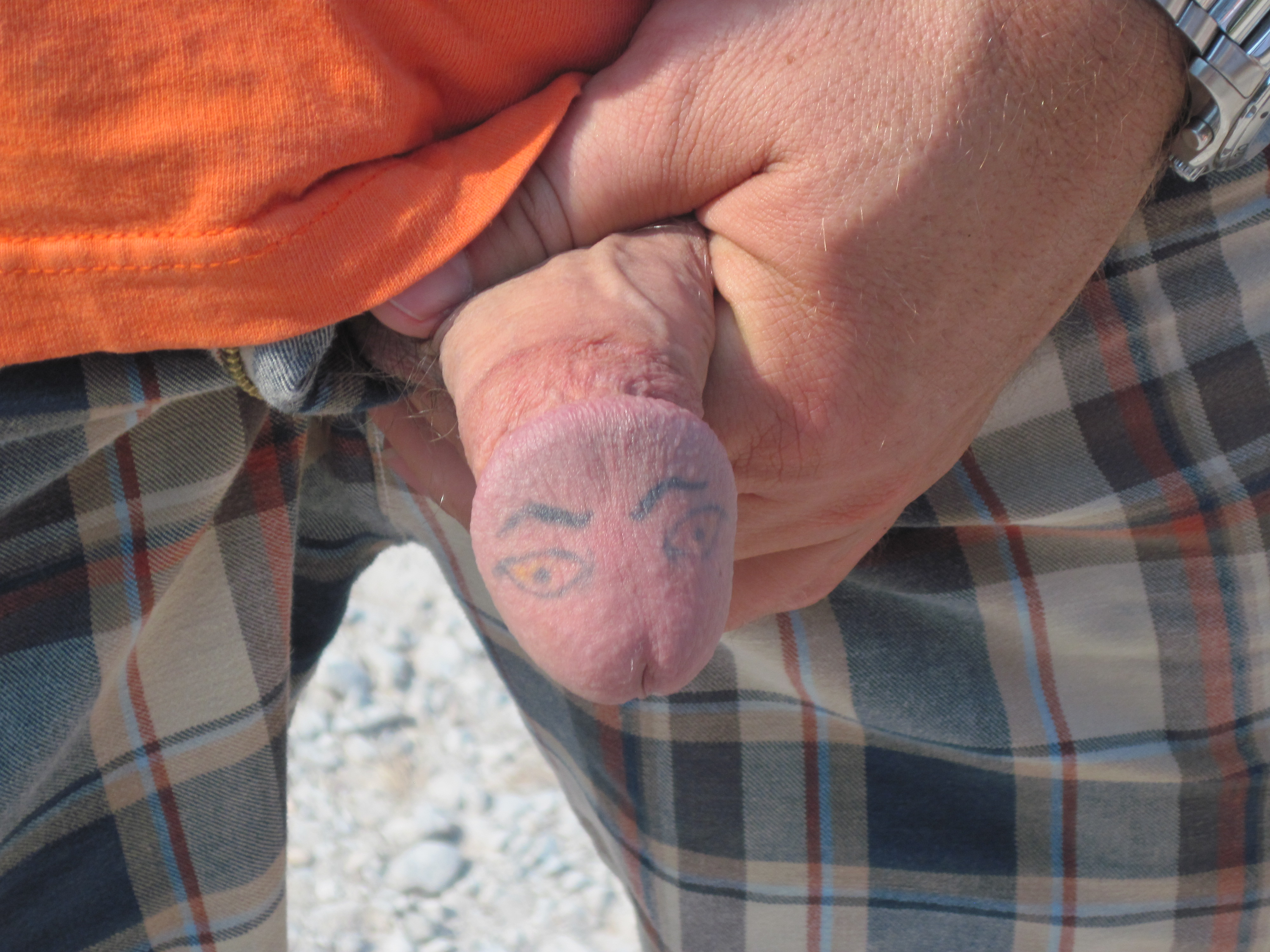
Tatuaggio sul glande
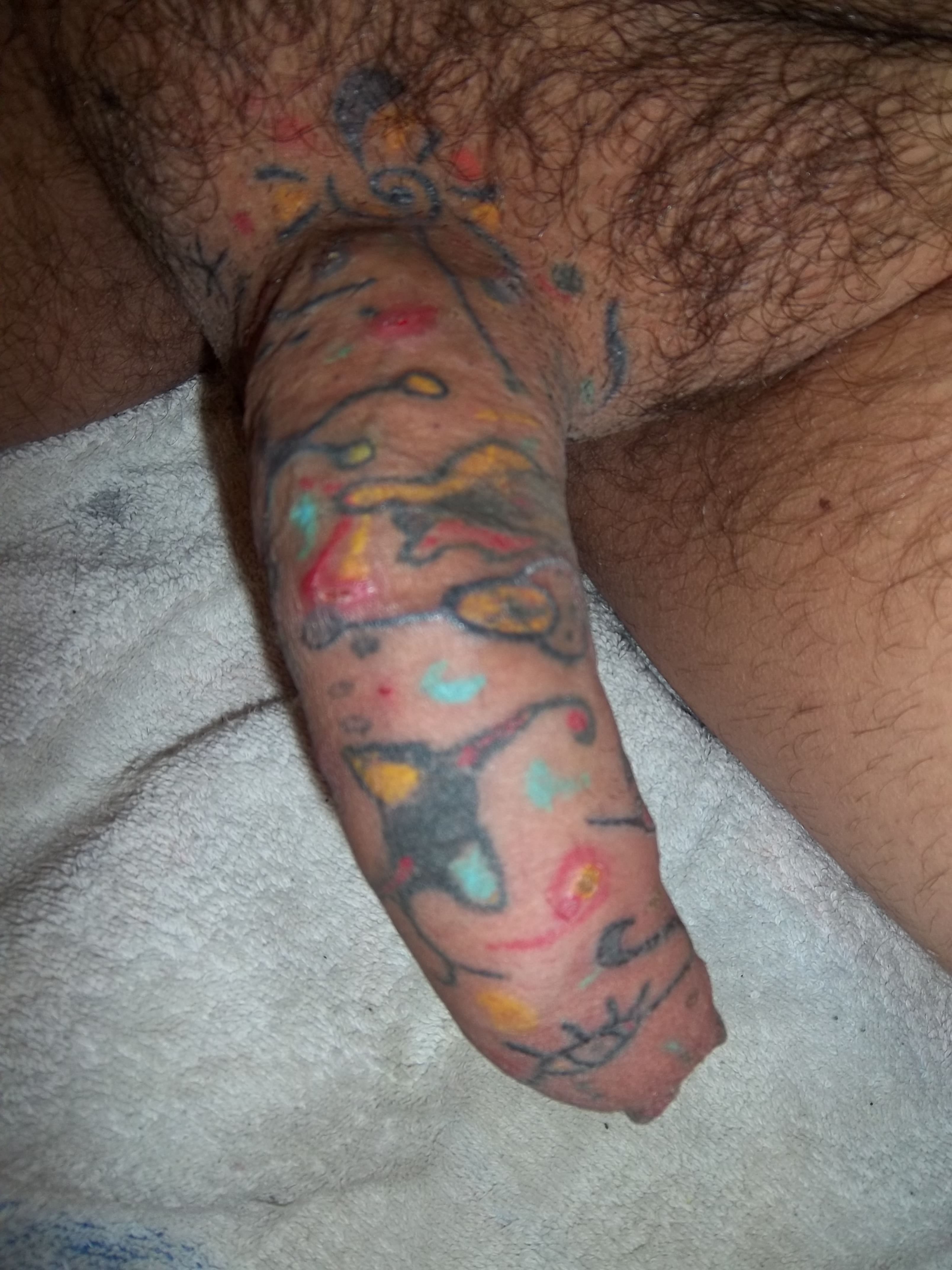
Tatuaggio sull' intera area del pene
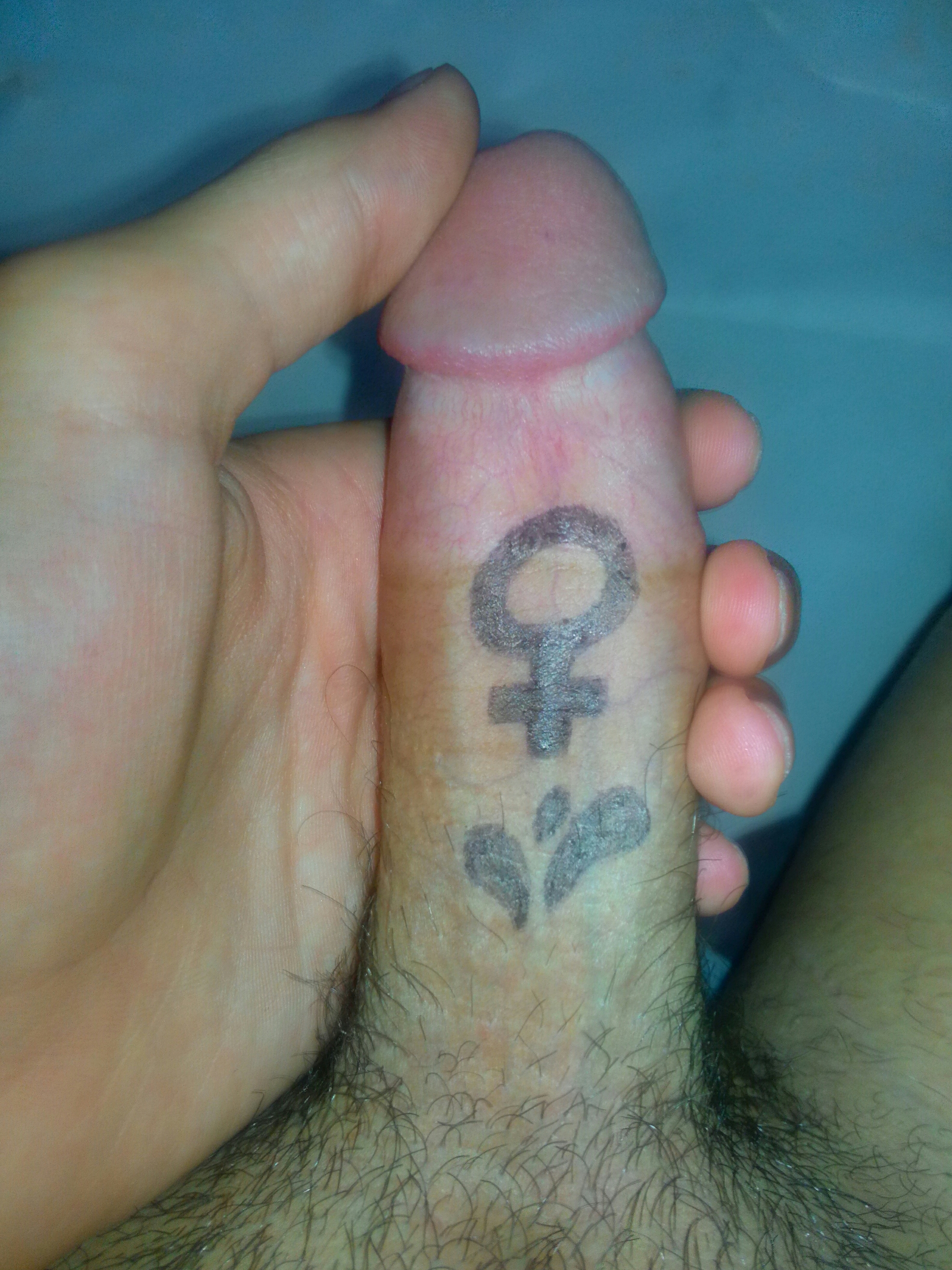
Tatuaggio sul corpo del pene
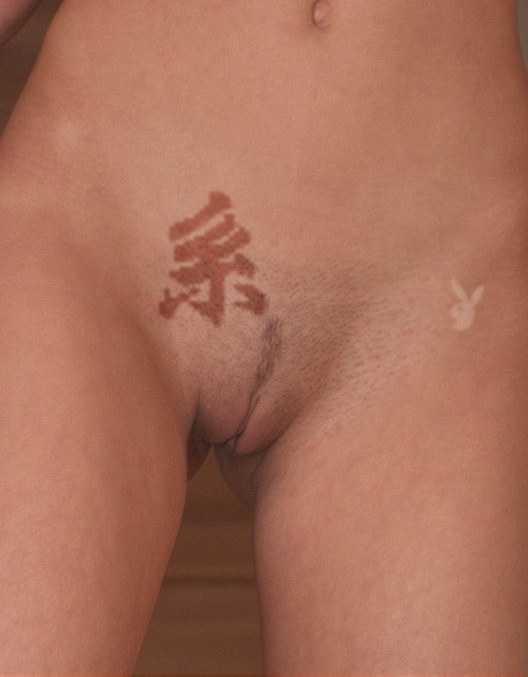
Tatuaggio sul monte di Venere
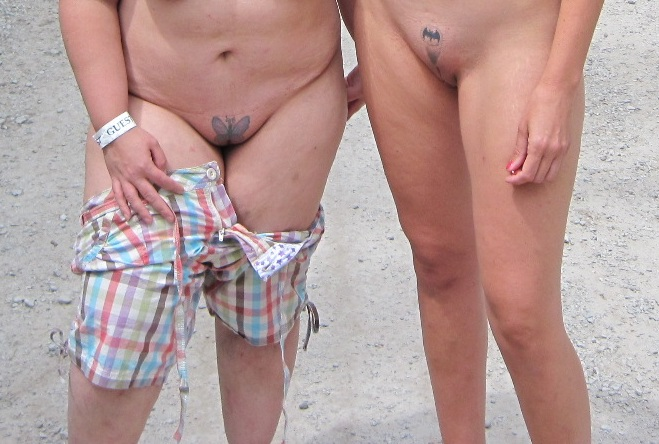
Tatuaggio su monte di Venere
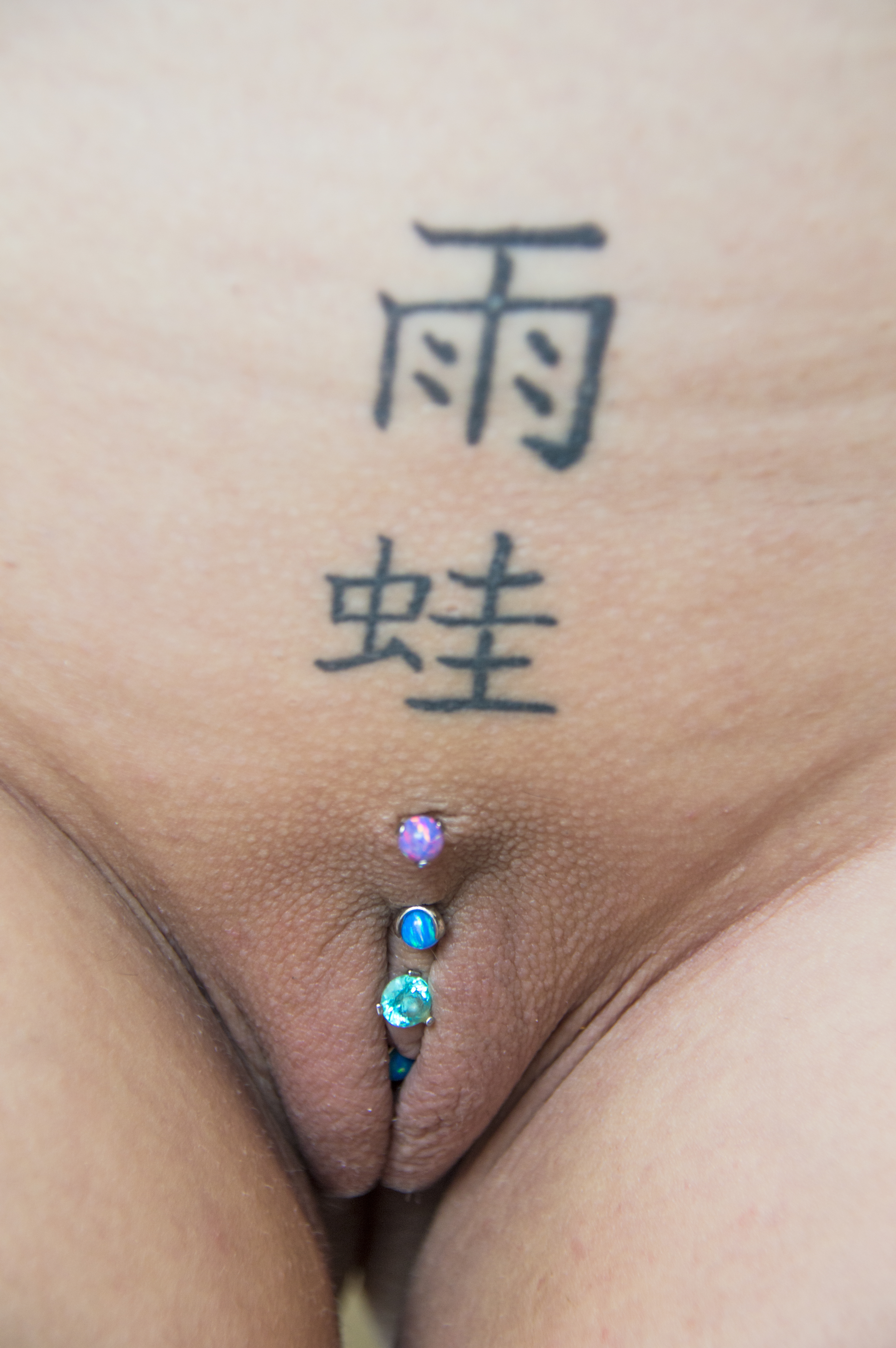
Tatuaggio sul monte di Venere con piercing
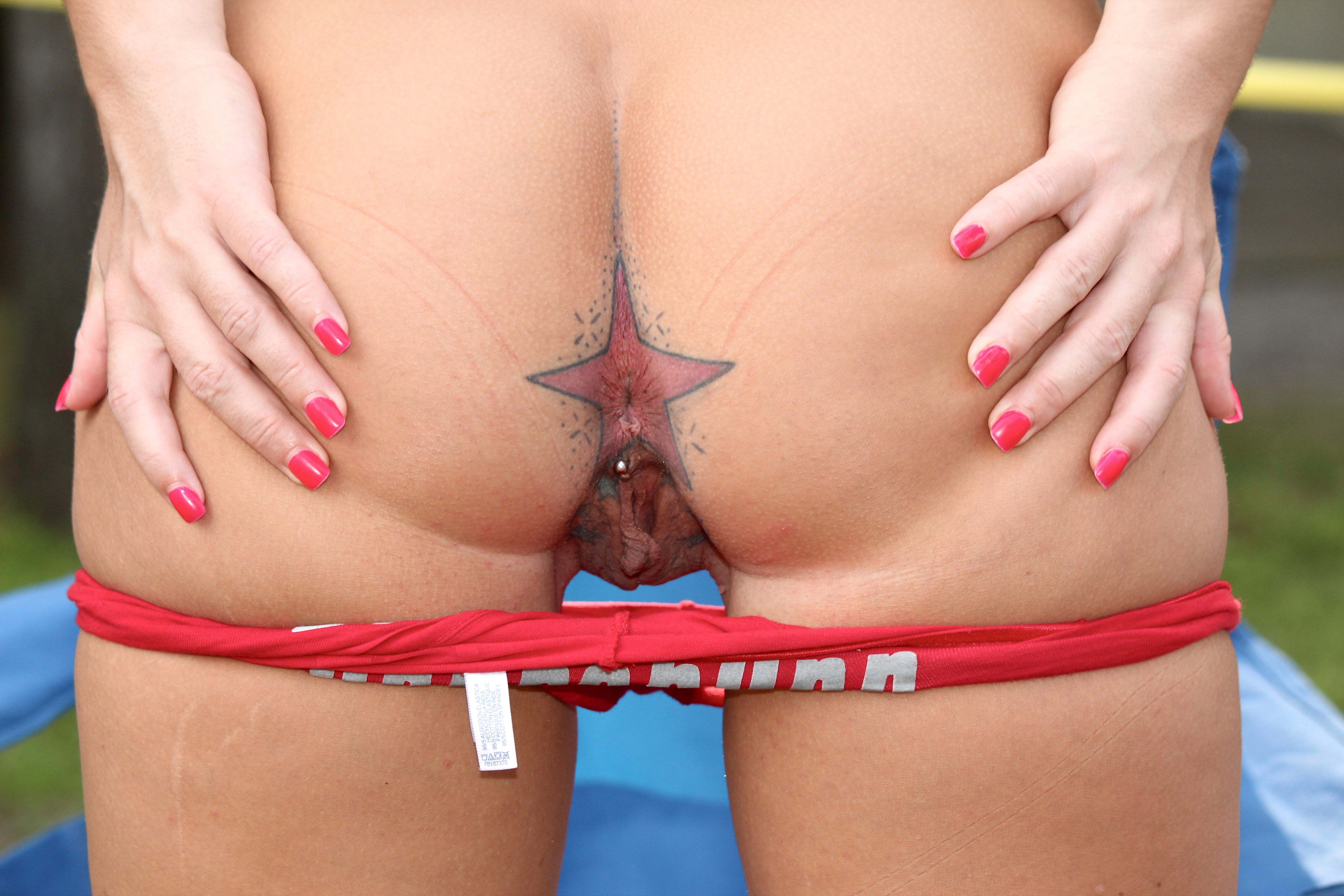
Tatuaggio intorno all'ano